# Shawty (Yung Snapp)
Shawty è un singolo del rapper italiano Yung Snapp, pubblicato il 30 novembre 2022 come primo estratto dal secondo album in studio Hotel Montana.

## Descrizione
Il brano presenta la collaborazione della rapper Anna. Esso è stato scritto da quest'ultima insieme a Yung Snapp, che ne è inoltre il produttore.
Musicalmente il brano è composto con un tempo allegro di 146 battiti per minuto e in tonalità di Si bemolle maggiore.

## Tracce
Testi di Antonio Lago e Anna Pepe, musiche di Antonio Lago.
1. Shawty (feat. Anna) – 3:04